# Radikal 110
Radikal 110 mit der Bedeutung „Speer, Lanze“ ist eines von 23 der 214 traditionellen Radikale der chinesischen Schrift, die mit fünf Strichen geschrieben werden.
Mit 3 Zeichenverbindungen in Mathews’ Chinese-English Dictionary gibt es nur sehr wenige Schriftzeichen, die unter diesem Radikal im Lexikon zu finden sind.
Das Radikal „Speer“ nimmt nur in der Langzeichen-Liste traditioneller Radikale, die aus 214 Radikalen besteht, die 110. Position ein. In modernen Kurzzeichen-Wörterbüchern kann es sich an ganz anderer Stelle finden. Im Neuen chinesisch-deutschen Wörterbuch aus der Volksrepublik China steht es zum Beispiel an 155. Stelle.
Das ursprüngliche Piktogramm dieses Schriftzeichens zeigt eine Lanze mit langem Schaft, von der Art, wie sie auch bei der Terrakottaarmee des Qin Shi Huang Di gefunden wurden. 
矛 (mao) tritt in zusammengesetzten Zeichen oft als Lautträger auf wie zum Beispiel in 茅 (mao = Grasart), 蟊 (mao = Schädling an Getreidewurzeln), 袤 (mao = Nord-Süd-Ausdehnung eines Landes, ursprünglich jedoch ein langes Kleidungsstück, daher die Komponente 衣 yi = Kleidung).
Als Sinnträger stellt 矛 (mao) seine Zeichen in das Bedeutungsfeld Waffen wie zum Beispiel in 矜 (= Lanzenstil).

## Schriftzeichenverbindungen, die vom Radikal 110 regiert werden
| Striche | Zeichen |
| ------- | ------- |
| +0      | 矛      |
| +04     | 矜      |
| +05     | 矝      |
| +07     | 矞 矟   |
| +08     | 矠      |
| +20     | 矡      |

 Im Unicodeblock Kangxi-Radikale ist das Radikal 110 unter der Codepointnummer 12.141 (U+2F6D) codiert.